# TGV Lyria

TGV Lyria logo 2017.

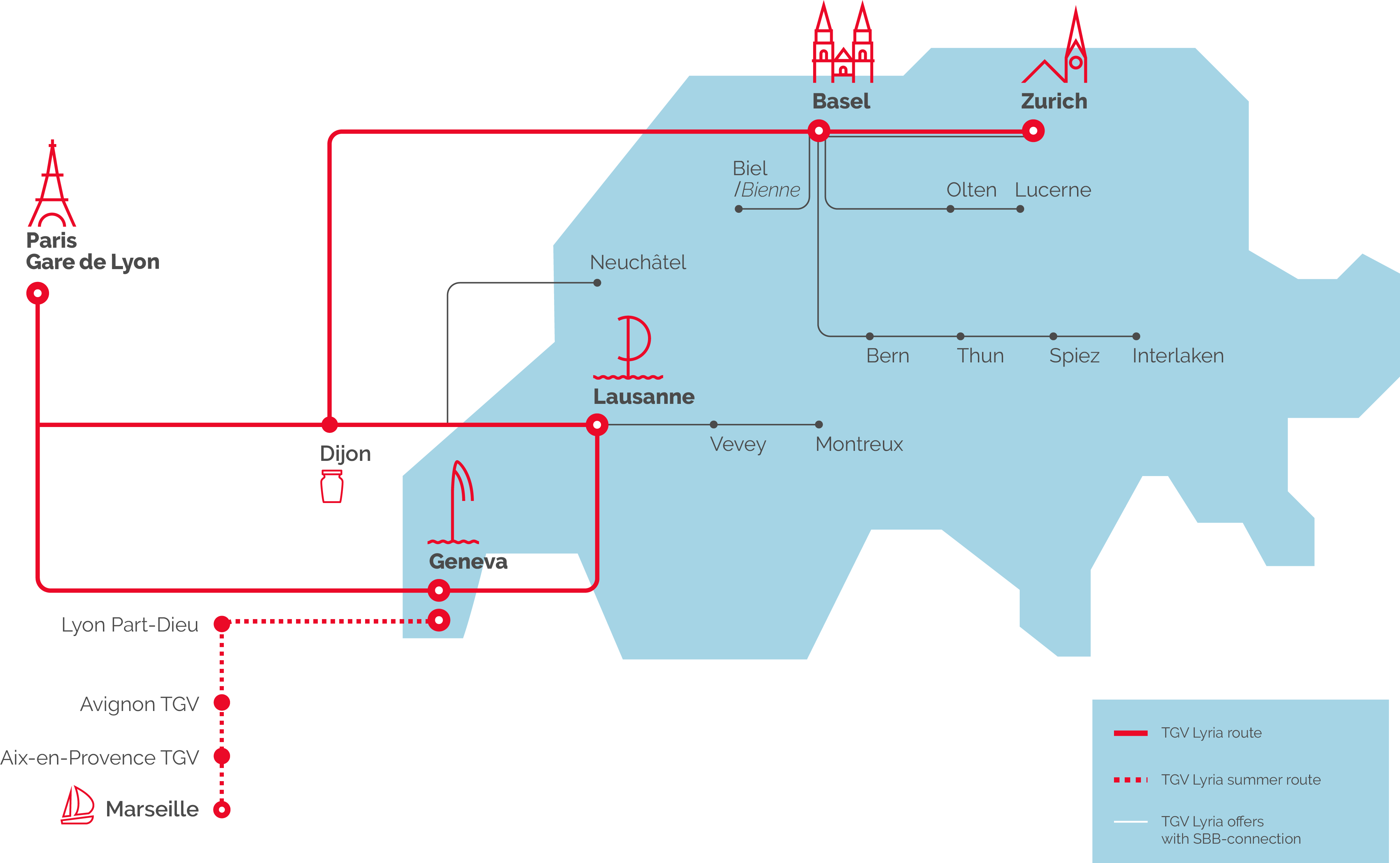
Mapa esquemático de la red de servicios Tgv Lyria en 2021.

TGV Lyria es la marca de los servicios ferroviarios de alta velocidad entre Francia y Suiza. También es el nombre de la corporación que presta estos servicios ferroviarios.

## Estatus legal
Inicialmente la corporación fue un "groupement d'intérêt économique" (grupo de interés económico en francés) entre la compañía ferroviaria francesa SNCF y la empresa ferroviaria suiza SBB-CFF-FFS con el objetivo de ofrecer servicios TGV entre la estación parisina de "Gare de Lyon" y Lucerna/Berna. Actualmente la corporación es una "société par actions simplifiée" (sociedad por acciones en francés) según las leyes francesas. SNCF posee el 74% del capital y SBB-CFF-FFS el 26% restante.

## Historia
Desde el verano de 1961, la ruta ferroviaria entre París y Lucerna fue operada por el servicio Trans European Express llamado "Cisalpino" que continuaban hasta la ciudad italiana de Milán. 
Desde el 22 de enero de 1984, este servicio fue reemplazado por un nuevo servicio TGV utilizando cabezas tractoras tri-tensión y finalizando en Lucerna. Para mantener el espíritu de los grandes expresos europeos, los trenes se bautizan "Campos Elíseos", "Lemano", "Lutetia" y por supuesto "Cisalpino". 
El 31 de mayo de 1984, estos trenes, así como la nueva relación París-Berna (creada en esa fecha), comenzaron a denominarse "EuroCity". 
El 23 de mayo de 1993 se crea el "groupement d'intérêt économique" franco-suizo Lyria para cubrir las conexiones París-Lausana/Berna (París-Ginebra no fue considerado interesante). 
En el invierno boreal 1995-1996, se prolonga uno de los servicios de los días sábados a Lausana hasta Brig para servir a las estaciones de deportes de invierno del alto valle del Ródano (Valais). El servicio se denominó "TGV des Neiges" (TGV de las Nieves en francés).
El 28 de septiembre de 1997, el servicio hacia Lucerna y Berna toma el nombre de "Ligne de Cœur".
Desde 4 de marzo de 2002 el nombre comercial "Lyria" reemplaza a "Ligne de Cœur".

## Material rodante

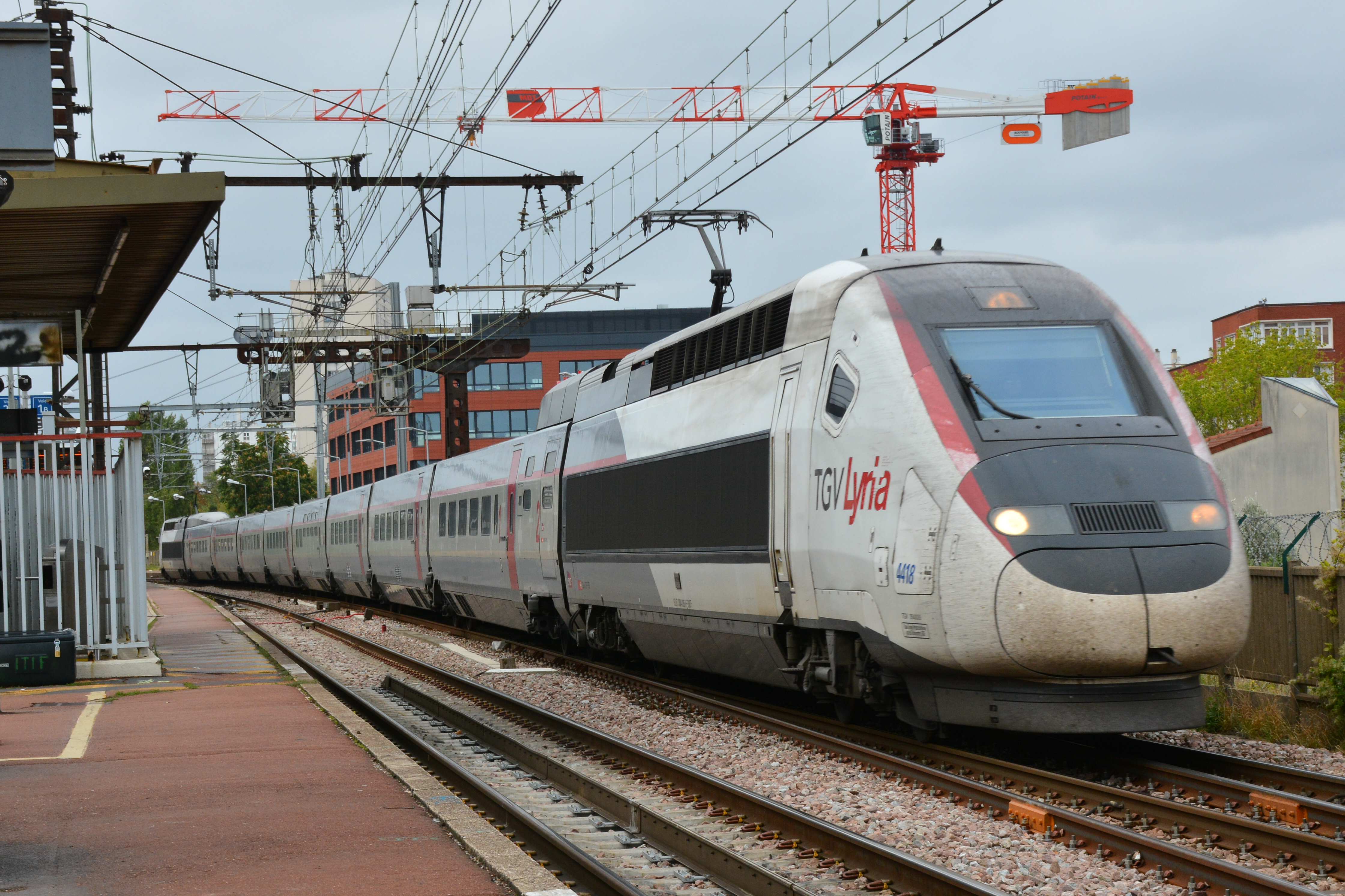
Tgv Pos de TGV Lyria en Gare du Vert de Maisons.

Para la ruta entre París y Lucerna, Berna y Zúrich se usan 9 trenes TGV Sud-Est tri-tensión, 7 son propiedad de SNCF y 2 de SBB-CFF-FFS.
La máxima velocidad (270 km/h) se logra sobre la LGV Sud-Est entre Aisy-sous-Thil (al oeste de Dijon) y Valenton (cerca de París). La modernización del material rodante utilizado por  TGV Lyria, previsto para 2009, elevará la velocidad máxima a 300 km/h, o sea la velocidad de la mayoría de las circulaciones sobre una gran parte de las LGVs. El objetivo principal perseguido no es ahorro de tiempo (una decena de minutos), sino permitir una mejor fluidez sobre este saturado eje ferroviario.
Luego de la apertura de la LGV Est, en 2007, los servicios entre París y Basilea/Zúrich son prestados utilizando los trenes TGV POS.